# Скуби-Ду (филм)
„Скуби-Ду“ или „Скуби-Ду: Филмът“ (на английски: Scooby-Doo/Scooby-Doo: The Movie) е американска игрално-компютърна анимация от 2002 година.
Базиран е на дълго излъчваната едноименна поредица от Hanna-Barbera. Това е първата част от игралните филмови серии на „Скуби-Ду“, режисиран е от Раджа Госнел, по сценарий на Джеймс Гън, и във филма участват Фреди Принц Джуниър, Сара Мишел Гелар, Матю Лилард, Линда Карделини, Айла Фишър и Роуън Аткинсън. Сюжетът се върти около „Мистерия ООД“, група от юноши и говорещо куче, които разкриват мистерии, които се събират след двугодишно разпускане, за да разследват мистерия в популярен тропически островен курорт с тематика на ужасите.
Снимките се проведоха във и около Куинсланд, Австралия с бюджет от 84 милиона долара. Филмът излезе на 14 юни 2002 г. и спечели 275 милиона долара по целия свят. Реге изпълнителят Шаги и рок групата MxPx изпълниха различни версии на Scooby-Doo, Where Are You!, основната мелодия на филма. Филмът получава общо смесени отзиви от критиците за своя сценарий, хумор, визуални ефекти и вярност към неговия изходен материал, но похвали представянето на Лилард.
Това е последният път, в който Уилям Хана служи като изпълнителен продуцент на филма, преди неговата смърт на 22 март 2001 г.
Продължението, „Скуби-Ду 2: Чудовища на свобода“ (Scooby-Doo 2: Monsters Unleashed), беше пуснат на 26 март 2004 г.

## Актьорски състав
- Фреди Принц Джуниър – Фред Джоунс
- Сара Мишел Гелар – Дафни Блейк
- Матю Лилард – Шаги Роджърс
- Линда Карделини – Велма Динкли
- Роуън Аткинсън – Емил Мондавариус
- Айла Фишър – Мери Джейн
- Мигел Нунес младши – Вуду Маестро
- Сам Греко – Заркос
- Стивън Грийвс – Н'Гу Туана
- Нийл Фанинг – Скуби-Ду (глас)
- Скот Инес – Скрапи-Ду (глас)
- Джей Пи Маноукс – Скрапи-Рекс (глас)
- Джес Харнел и Франк Уелкър – създания (гласове)

Шугър Рей, Памела Андерсън и Никълъс Хоуп се появяват в малки роли.

## Продукция

### Развитие
Продуцентът Чарлс Роувън започва да разработва игрално лечение на „Скуби-Ду“ през 1994 г. До края на десетилетието, комбинираната популярност на „Скуби-Ду, къде си?“ (Scooby-Doo, Where Are You), заедно с добавянето на сценария и актуализираната цифрова анимация водят Warner Bros. за бързо проследяване на филма. През октомври 2000 г., филмът официално получи зелена светлина. Variety съобщава, че за режисурата на филма е нает Раджа Госнел.
Филмът споменава няколко прищевки на поп културата, особено сцената в Mystery Machine. Скуби има бутилка на Хайнц Кикър, има няколко играчки за уста и очи.
Филмът е заснет на място във и около Куинсланд, Австралия. Производството стартира на 12 февруари 2001 г. в тематичния парк Warner Bros. Movie World, с над 400 актьори и екип, които също поеха острова Tangalooma Island Resort за шест седмици, за да заснемат всички сцени, определени на Spooky Island. Продукцията е завършена през юни 2001 г. Филмът първоначално трябваше да има много по-тъмен тон, като по същество се подиграваше на оригиналната поредица, подобно на The Brady Bunch Movie, и беше определен за рейтинг PG-13. Шаги беше определен да бъде стоунър и имаше много препратки за марихуана.
Няколко слухове за тези аспекти в оригиналната анимационна поредица бяха разпространени от феновете на оригинала и трябваше да бъдат включени в игралния. През март 2001 г., един месец след снимките, беше публикувана първата официална актьорска снимка.
Според Гелар, след като актьорският състав се подписа, имаше промяна и филмът стана по-приятен за семейството, въпреки че някои от оригиналните шеги за възрастни все още са във филма. Те също са включени в изтрити сцени в изданията на домашните медии.
Гелар също каза, че нейният герой и тази на Карделини споделят целувката на екрана, която не е направила финалния филм. „Това не беше просто, за забавление“, каза тя, обяснявайки, че това се е случило в сцената за смяна на тялото. „Първоначално в сцената за смяна на душите, Велма и Дафни не можеха да си върнат душата в гората. И така, начинът, по който намериха, беше да се целунат и душите да се върнат в правилното подреждане.“
През 2017 г., по случаш 15-ата годишнина от излизането на филма, сценаристът Джеймс Гън разкри в публикация във Facebook, че е имало R-рейтинг на „Скуби-Ду“ и че компютърната анимация е бил използвана за премахване на деколтетата на членовете на женския състав.

### Кастинг
Актьорите Принц Джуниър и Гелар, които заедно си партнираха в „Знам какво направи миналото лято“ (I Know What You Did Last Summer), играеха Фред и Дафни, са романтично ангажирани както във филма, така и в реалността. Този филм отбелязва за първи път в историята на поредицата, когато героите са изобразени като двойка. Двамата се ожениха малко след излизането на филма. Принц каза за своя характер: „Той винаги проявяваше повече арогантност от всички останали. Така, че във филма използвах възможността да го направя възможно най-нарцистичен и самолюбив.“
Джим Кери първоначално беше прикачен да играе Шаги, докато Майк Майърс също изрази интерес към ролята. В крайна сметка ролята е поверена на Матю Лилард. Когато го попитат за гледане на няколко анимации, преди да изиграе Шаги, Лилард отговори: „Всичко, до което мога да се добера. Ако някога ми се наложи да видя друг епизод на Скуби-Ду, ще бъде твърде рано.“ Лилард ще продължи да озвучи Шаги в останалите медии на „Скуби-Ду“.
Фишър е израснал, гледайки „Скуби-Ду“ в Австралия, и каза, че „най-добрата част от създаването на този филм е била част от институция, нещо, което е било в детството на хората и е нещо, което означава много за много хора.“ Карделини, която изигра Велма, също е фен на поредицата за „Скуби-Ду“.

### Заснемане
Основната фотография започва на 13 февруари 2001 г. и завършва на 1 юни 2001 г. Снимките се проведоха в Куинсланд, Австралия.

### Саундтрак
Музиката във филма е композирана от Дейвид Нюман. Саундтракът е издаде на 4 юни 2002 г. от Atlantic Records. Той достигна своя връх в номер 24 от Billboard 200 и номер 49 в Top R&B/Hip-Hop Albums. Реге изпълнителят Шаги изпълни основната песен от „Скуби-Ду, къде си?“ (Scooby-Doo, Where Are You!), който беше преименуван на „Шаги, къде си?“ (Shaggy, Where Are You?).

## Разпространение

### Стоки
Видеоигра, който е базиран във филма, е пуснат от Game Boy Advance по-кратко, след като филмът беше пуснат.
Играта се играе от гледна точка на трето лице и има множество пъзели и мини-игри. Структурата на играта беше подобна на настолна игра. Metacritic го оцени 64/100 въз основа на пет отзива, които те обозначиха като „смесени или средни отзиви“.
Scholastic Inc. пусна новелизация на историята заедно с филма. Романът е написан от американската авторка на фентъзи и научна фантастика Сюзан Уейн.

### Домашна употреба
Филмът беше пуснат на VHS и DVD на 11 октомври 2002 г. Изданието включва изтрити сцени, сред които алтернативно отваряне, анимирано в стила на оригиналния телевизионен сериал. По-късно е издаден на Blu-ray на 16 януари 2007 г. Blu-ray изданието получи двоен пакет с неговото продължение, Monsters Unleased, на 9 ноември 2010 г.

## Продължения и анимационен ребуут
Продължението „Скуби-Ду 2: Чудовища на свобода“, беше пуснат през 2004 г. Трети филм беше планиран, но отменен след лошите критични и финансови резултати на втория.
Двете прелюдии, „Скуби-Ду! Мистерията започва“ (Scooby-Doo! The Mystery Begins) и „Скуби-Ду! Проклятието на езерното чудовище“ (Scooby-Doo! Curse of the Lake Monster), са излъчени в Cartoon Network, съответно през 2009 и 2010 г.. Спиноф филмът, „Дафни и Велма“ (Daphne and Velma) излезе на 22 май 2018 г., а анимационният филм „Скуби-Ду!“ (Scoob!), излезе на 15 май 2020 г.

## В България
В България филмът излиза на екран на 16 септември 2002 г. от „Александра Филмс“.
На 15 януари 2003 г. е издаден на VHS и DVD от „Александра Видео“. Българския дублаж на филма е записан с войсоувър в студио 2 на „Александра Аудио“.
На 24 декември 2006 г. е излъчен за първи път по „Нова телевизия“ с дублажа на „Александра Аудио“.
На 7 януари 2021 г. е излъчен и по каналите на „Фокс“ с втори войсоувър дублаж на „Андарта Студио“.
През 2022 г. е достъпен и във „Ейч Би О Макс“.
| Озвучаващи артисти  | Христина Ибришимова Поля Цветкова Мирослав Цветанов Радослав Рачев |
| Ръководител         | Васил Новаков                                                      |
| Тонрежисьор         | Стамен Янев                                                        |
| Режисьор на дублажа | Василка Сугарева                                                   |

| Преводач            | Силвина Димитрова                                                       |
| Редактор            | Мая Кисьова                                                             |
| Тонрежисьор         | Надежда Иванова                                                         |
| Режисьор на дублажа | Кирил Бояджиев                                                          |
| Озвучаващи артисти  | Златина Тасева Татяна Етимова Георги Спасов Камен Асенов Кирил Димитров |